# Hercules (Californie)
Pour les articles homonymes, voir Hercules.
Hercules est une municipalité de Californie, située dans le Comté de Contra Costa dans la Région urbaine de San Francisco aux États-Unis.

## Géographie

### Autoroute principale
- Interstate 80

## Industrie
BioRad, une société spécialisée en biotechnologies, est basée à Hercules.

## Démographie
| 1910 | 1920 | 1930 | 1940 | 1950 | 1960 |
| ---- | ---- | ---- | ---- | ---- | ---- |
| 279  | 373  | 392  | 343  | 343  | 310  |

| 1970 | 1980  | 1990   | 2000   | 2010   | - |
| ---- | ----- | ------ | ------ | ------ | - |
| 252  | 5 963 | 16 829 | 19 488 | 24 060 | - |

## Jumelages
Tsushima (Japon)